# Chlorophorus quinquefasciatus
Chlorophorus quinquefasciatus là một loài bọ cánh cứng trong họ Cerambycidae.

## Hình ảnh

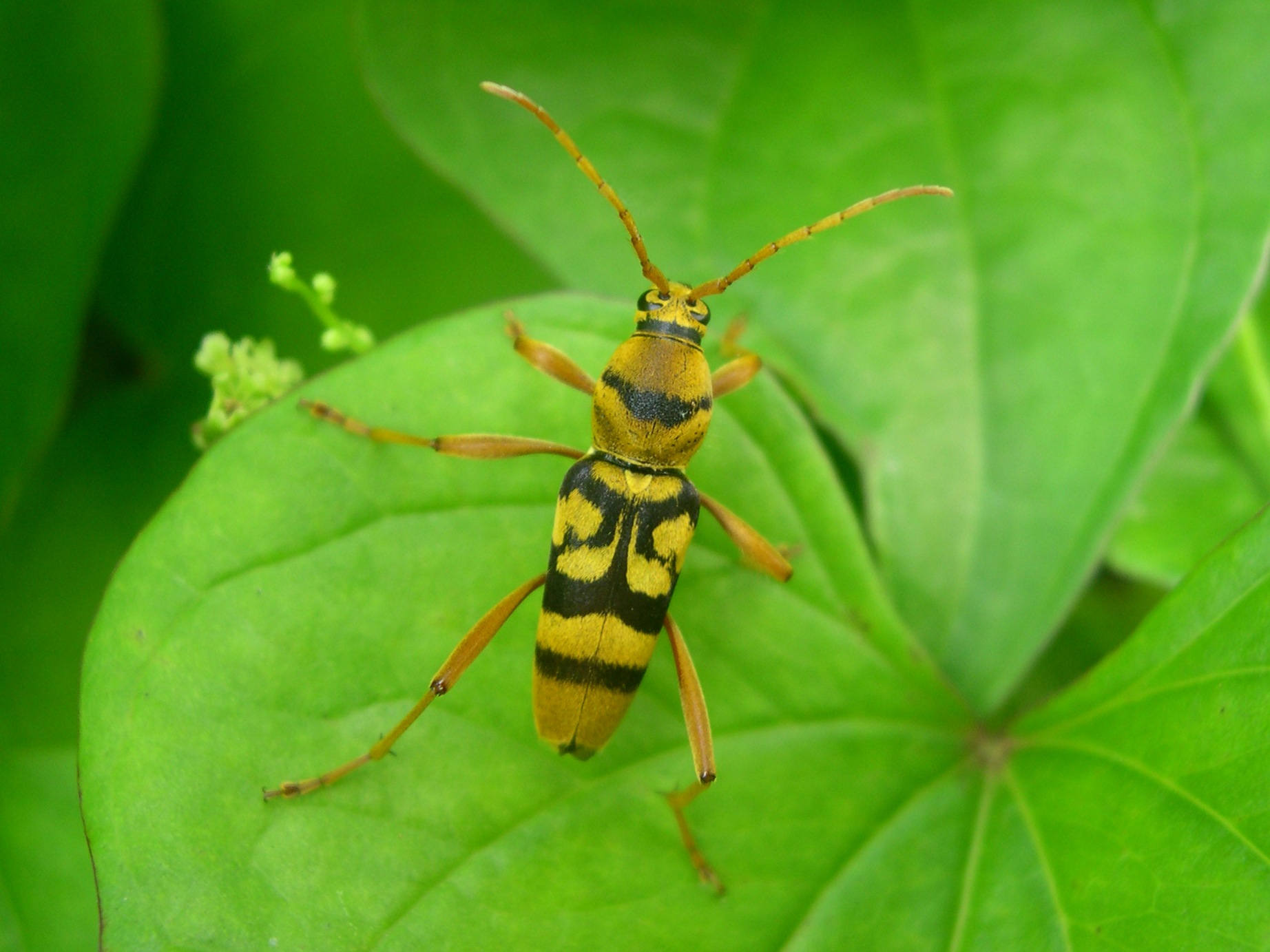
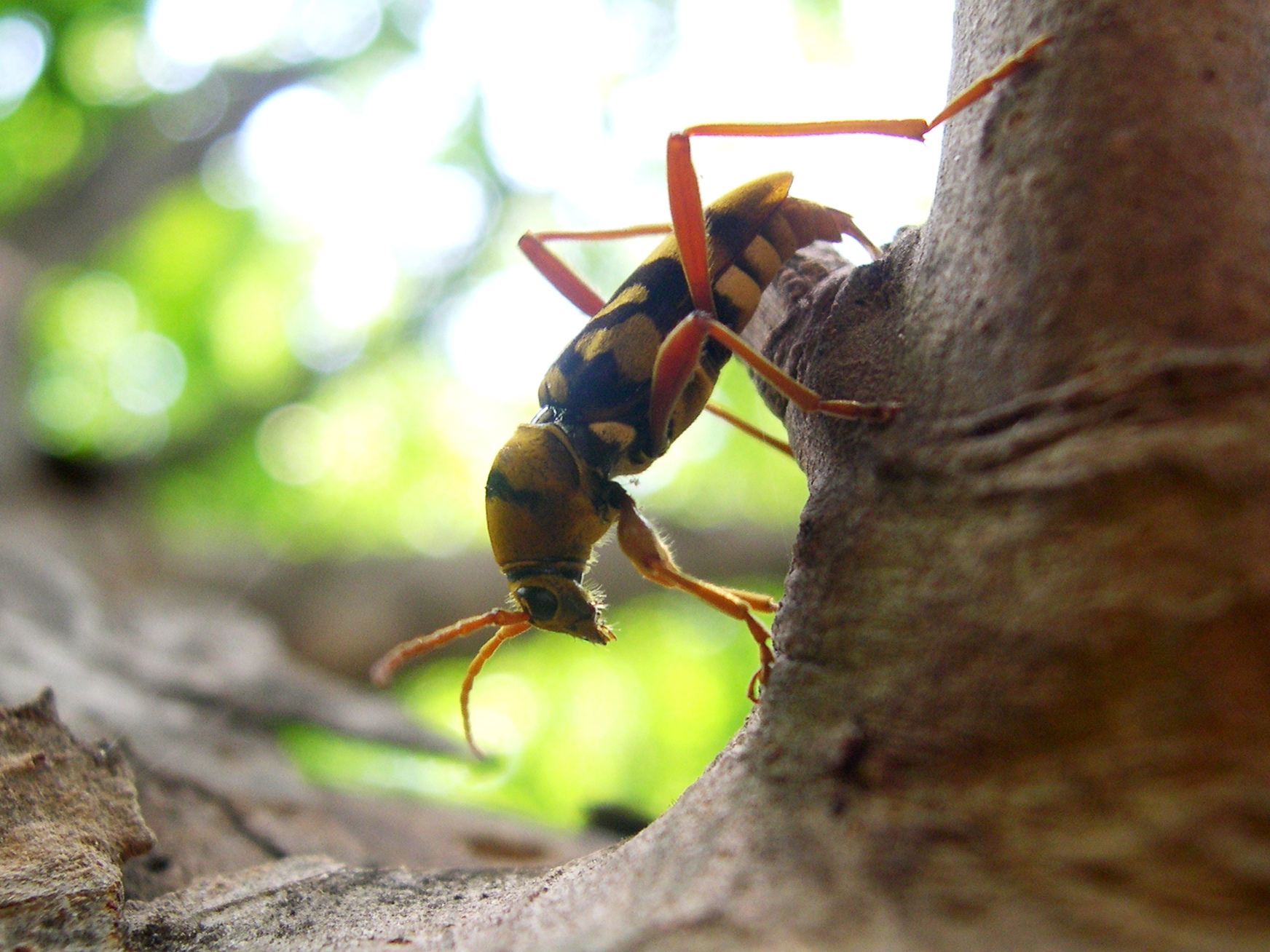